# BT-7
BT 7 là phiên bản cuối cùng của loạt xe tăng BT của Liên Xô được sản xuất với số lượng lớn từ năm 1935 và năm 1940. Nó được bọc giáp nhẹ nhưng khá tốt trong thời gian đó, và có độ cơ động cao hơn so với các đương đại thiết kế xe tăng. Xe tăng BT đã được gọi bằng biệt danh hoạt hình từ (viết tắt) cho sự nhỏ bé của nó, Betushka.
Phiên bản sau thành công của BT 7 là xe tăng hạng trung T-34, được giới thiệu trong năm 1940, thay thế tất cả các xe tăng nhanh của Liên Xô, tăng bộ binh, và tăng hạng trung sau đó trong thời gian phục vụ.